# Гмирянка (річка)
Гмирянка, Городня — річка в Україні, в Ічнянському районі Чернігівської області. Права притока Смошу (басейн Дніпра).

## Опис
Довжина річки 15 км, похил річки — 2,1 м/км. Площа басейну 101 км².

## Розташування
Бере початок у селі Гмирянці. Тече переважно на південний схід через Городню і Однольків. Впадає у річку Смош, ліву притоку Удаю.

## Притоки
- Грузський Яр (ліва).

Біля витоку річки проходить автомобільна дорога Т 2524.